# Тимофеев, Владислав Борисович
Владисла́в Бори́сович Тимофе́ев (22 сентября 1936, Москва — 19 августа 2023) — советский и российский физик. Академик РАН (с 2000). Главный научный сотрудник ИФТТ РАН. Профессор МФТИ. Лауреат Государственной премии СССР.
Специалист в области физики полупроводников и твёрдого тела. Имеет более 4000 цитирований своих работ. Индекс Хирша — 30.

## Биография
В 1959 году окончил Киевский университет. После окончания университета работал в Институте физики твёрдого тела АН СССР. В 1976 году организовал в институте лабораторию неравновесных электронных процессов.
В 1990 году избран членом-корреспондентом АН СССР. Академик РАН c 2000 года. Председатель Научного Совета ООФА РАН по «Физике полупроводников», член бюро комиссии по спектроскопии ООФА, член Бюро Отделения физических наук РАН, член Президиума Научного центра РАН в Черноголовке, член международной Комиссии по физике полупроводников IUPAP.
Умер 19 августа 2023 года в возрасте 86 лет. Похоронен на кладбище села Макарово городского округа Черноголовка Московской области (сектор 1А).

## Научные достижения
Специалист в области физики полупроводников и твердого тела.
Автор и соавтор более 200 публикаций, включая 14 обзоров и две коллективные монографии.

## Награды
- Лауреат Государственной премии СССР (1988) — за цикл работ «Многоэкситонные комплексы в полупроводниках»
- Лауреат премии Гумбольдта (1994)

## Лекции
- Тимофеев В. Б. Возбуждения в двумерных сильнокоррелированных электронных и электронно-дырочных системах. — М.: 2014